# Wybory prezydenckie w Rumunii w 2009 roku

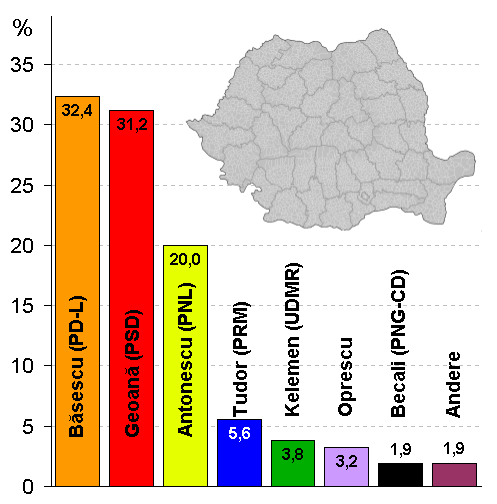
Wyniki I tury wyborów prezydenckich.

Wybory prezydenckie w Rumunii w 2009 – wybory prezydenckie w Rumunii zorganizowane 22 listopada i 6 grudnia 2009. Razem z I turą wyborów odbyło się również referendum w sprawie reformy struktury parlamentu.
Zwycięstwo w I turze wyborów odniósł urzędujący prezydent Traian Băsescu, tuż przed kandydatem opozycji, Mirceą Geoną. W II turze wyborów 6 grudnia 2009, pomimo korzystnych dla Geoany sondaży przedwyborczych i wyników exit poll, zwyciężył prezydent Băsescu, który zdobył 50,33% głosów poparcia.
Partia Socjaldemokratyczna zakwestionowała wyniki wyborów, oskarżając obóz rządzący o dokonanie fałszerstw wyborczych. Skierowała skargę do Sądu Konstytucyjnego, domagając się powtórzenia głosowania. Sąd nakazał powtórne przeliczenie głosów uznanych za nieważne. Nie wpłynęło to jednak na wyniki wyborów i 14 grudnia 2009 Traian Băsescu został ogłoszony zwycięzcą wyborów prezydenckich.

## Organizacja wyborów i kandydaci
Prezydent Rumunii wybierany jest w wyborach powszechnych na okres 5 lat. Jeśli żaden z kandydatów nie uzyska w I turze ponad 50% głosów, po 14 dniach następuje II tura wyborów. W wyborach prezydenckich z 2004 zwycięstwo odniósł Traian Băsescu z Sojuszu Prawdy i Sprawiedliwości, pokonując w II turze Adriana Năstase z Partii Socjaldemokratycznej.
31 sierpnia 2009 rumuńskie Ministerstwo Spraw Wewnętrznych ogłosiło organizację kolejnych wyborów w dniu 22 listopada 2009, z II turą w razie potrzeby w dniu 6 grudnia 2009.
Główne partie polityczne rozpoczęły przygotowania do wyborów wiosną 2009. 9 maja 2009 Partia Narodowo-Liberalna (PNL) wybrała Crina Antonescu swoim kandydatem w wyborach prezydenckich. W tym samym dniu zamiar udziału w wyborach zgłosił Corneliu Vadim Tudor z Partii Wielkiej Rumunii. 3 października 2009 zamiar ubiegania się o drugą kadencję oficjalnie ogłosił urzędujący prezydent Băsescu. Dzień wcześniej start w wyborach oficjalnie zadeklarował kandydat PSD, Mircea Geoană. 5 października 2009 na start, jako kandydat niezależny, zdecydował się Sorin Oprescu, burmistrz Bukaresztu. 9 kwietnia 2009 udział w wyborach ogłosił również Radu Duda, książę Hohenzolern-Veringen, zięć ostatniego króla Rumunii Michała I i mąż Małgorzaty Hohenzollern-Sigmaringen. Jednakże 2 września 2009 wycofał swoją kandydaturę, udzielając poparcia Antonescu.
Ostatecznie do 22 października 2009, dnia zakończenia rejestracji, zgłoszonych zostało 12 kandydatur:
- Traian Băsescu (PDL)
- Mircea Geoană (PSD)
- Crin Antonescu (PNL)
- Sorin Oprescu (kandydat niezależny)
- Corneliu Vadim Tudor (PRM)
- Hunor Kelemen (UDMR)
- George Becali (PNG-CD)
- Constantin Potîrcă (kandydat niezależny, reprezentujący społeczność romską)
- Ovidiu Iane (PER)
- Remus Cernea (PV)
- Constantin Rotaru (PAS)
- Gheorghe Manole (kandydat niezależny)

## Kampania wyborcza
23 października 2009 rozpoczęła się kampania wyborcza. Zbiegła się ona z kryzysem politycznym, wywołanym uchwaleniem przez parlament wotum nieufności wobec rządu premiera Emila Boca i późniejszymi próbami powołania nowego gabinetu. Głównym tematem kampanii pozostawała sytuacja gospodarcza w kraju. Rumunia w 2009 zmaga się ze skutkami światowego kryzysu gospodarczego. Po ponad 10 latach wzrostu gospodarczego, MFW prognozował spadek jej PKB w 2009 o 8,5%. Z powodu kryzysu, Rumunia w 2009 zaciągnęła kredyt w MFW i Banku Światowym w wysokości 20 mld euro. Jednak, aby otrzymać jego kolejne transze, władze zobowiązały się do ograniczenia wydatków państwowych oraz zbilansowania budżetu. Băsescu i Geoană w swoich programach wyborczych zobowiązali się do reformy gospodarki kraju i sektora publicznego. Geoană zapowiedział rozwój sektora przemysłowego i rolniczego oraz podjęcie działań w celu zapewnienia młodym miejsc pracy we własnym kraju.
Băsescu podkreślał swoje dotychczasowe osiągnięcia, do których zaliczył wprowadzenie Rumunii do Unii Europejskiej, potępienie reżimu komunistycznego i postęp w walce z korupcją. Geoană często porównywał swą osobę do Tony’ego Blaira lub Billa Clintona, znanych i wpływowych polityków lewicy, proponując pakiet antykryzysowy, który zakładał rozwój budownictwa rodzinnego i zwiększenie kredytowania firm.
Uprawnionych do głosowania było ponad 18 mln obywateli. Sondaże przedwyborcze, już na kilka miesięcy przed wyborami, wskazywały na konieczność przeprowadzenia II tura głosowania, do której największe szanse przejścia mieli urzędujący prezydent Băsescu oraz kandydat opozycji socjaldemokratycznej, Mircea Geoană.

## Sondaże przedwyborcze

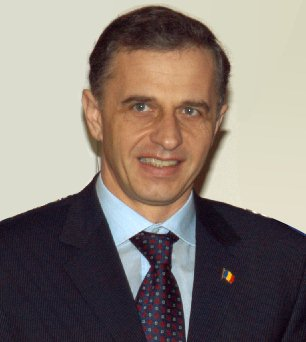
Mircea Geoană

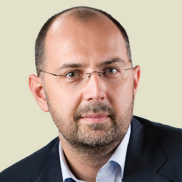
Hunor Kelemen

### Pierwsza tura wyborów
| Data     | Instytut | Băsescu | Geoană | Antonescu | Oprescu | Tudor | Becali | Kelemen | Duda |
| -------- | -------- | ------- | ------ | --------- | ------- | ----- | ------ | ------- | ---- |
| 27.1.09  | INSOMAR  | 59      | 13     | –         | 8       | –     | –      | –       | –    |
| 16.4.09  | CURS     | 32      | 23     | 20        | –       | 9     | 10     | –       | 3    |
| 27.4.09  | CSOP     | 40      | 19     | 15        | 8       | 5     | 7      | –       | 4    |
| 31.5.09  | INSOMAR  | 38      | 24     | 16        | –       | 7     | –      | –       | 4    |
| 28.6.09  | INCOR    | 36      | 24     | 19        | –       | 11    | –      | 2       | 5    |
| 20.7.09  | Gallup   | 35      | 18     | 20        | –       | 10    | –      | 2       | 12   |
| 22.7.09  | CSOP     | 35      | 19     | 15        | 7       | 7     | 9      | 4       | 4    |
| 27.7.09  | CCSB     | 34      | 22     | 18        | 9       | 8     | –      | 1       | 5    |
| 3.8.09   | CSOP     | 35      | 21     | 15        | 11      | 12    | –      | 5       | 3    |
| 27.8.09  | BCS      | 30      | 19     | 20        | 8       | 7     | 4      | 4       | 5    |
| 19.9.09  | CCSB     | 34      | 18     | 19        | 12      | 7     | 8      | 1       | –    |
| 3.10.09  | CCSB     | 31      | 20     | 18        | 14      | 8     | 6      | 2       | –    |
| 7.10.09  | CSOP     | 37      | 24     | 13        | 10      | 7     | 5      | 4       | –    |
| 11.10.09 | INSOMAR  | 33      | 29     | 15        | 8       | 6     | 5      | 4       | –    |
| 20.10.09 | INSOMAR  | 29      | 30     | 20        | 7       | 7     | 3      | 4       | –    |
| 1.11.09  | INSOMAR  | 30      | 32     | 19        | 6       | 7     | 2      | 3       | –    |
| 3.11.09  | CCSB     | 34      | 30     | 18        | 14      | 3     | 1      | 1       | –    |
| 9.11.09  | INSOMAR  | 31      | 32     | 18        | 5       | 6     | –      | 5       | –    |
| 11.11.09 | CCSB     | 34      | 31     | 16        | 10      | 4     | 2      | 3       | –    |
| 12.11.09 | CURS     | 33      | 30     | 18        | 6       | 5     | 3      | 4       | –    |

### Druga tura wyborów
| Data        | Instytut | Băsescu | Geoană |  | Băsescu | Antonescu |  | Băsescu | Oprescu |
| ----------- | -------- | ------- | ------ |  | ------- | --------- |  | ------- | ------- |
| 28.6.09     | INCOR    | 52      | 48     |  | 53      | 47        |  | –       | –       |
| 27.7.09     | CCSB     | 53      | 47     |  | 55      | 45        |  | –       | –       |
| 3.10.09     | CCSB     | 47      | 53     |  | 46      | 54        |  | 43      | 57      |
| 7.10.09     | CSOP     | 53      | 47     |  | 57      | 43        |  | 52      | 48      |
| 20.10.09    | INSOMAR  | 46      | 54     |  | 47      | 53        |  | 48      | 52      |
| 1.11.09     | INSOMAR  | 47      | 55     |  | –       | –         |  | –       | –       |
| 3.11.09     | CCSB     | 46      | 54     |  | 49      | 51        |  | 49      | 51      |
| 9.11.09     | INSOMAR  | 47      | 53     |  | –       | –         |  | –       | –       |
| 11.11.09    | CCSB     | 48      | 52     |  | 50      | 50        |  | 49      | 51      |
| 12.11.09    | CURS     | 49      | 51     |  | 50      | 50        |  | –       | –       |
| 28-29.11.09 | INSOMAR  | 46      | 54     |  |         |           |  |         |         |
| 29-30.11.09 | CCSB     | 46      | 54     |  |         |           |  |         |         |

## Wyniki I tury wyborów

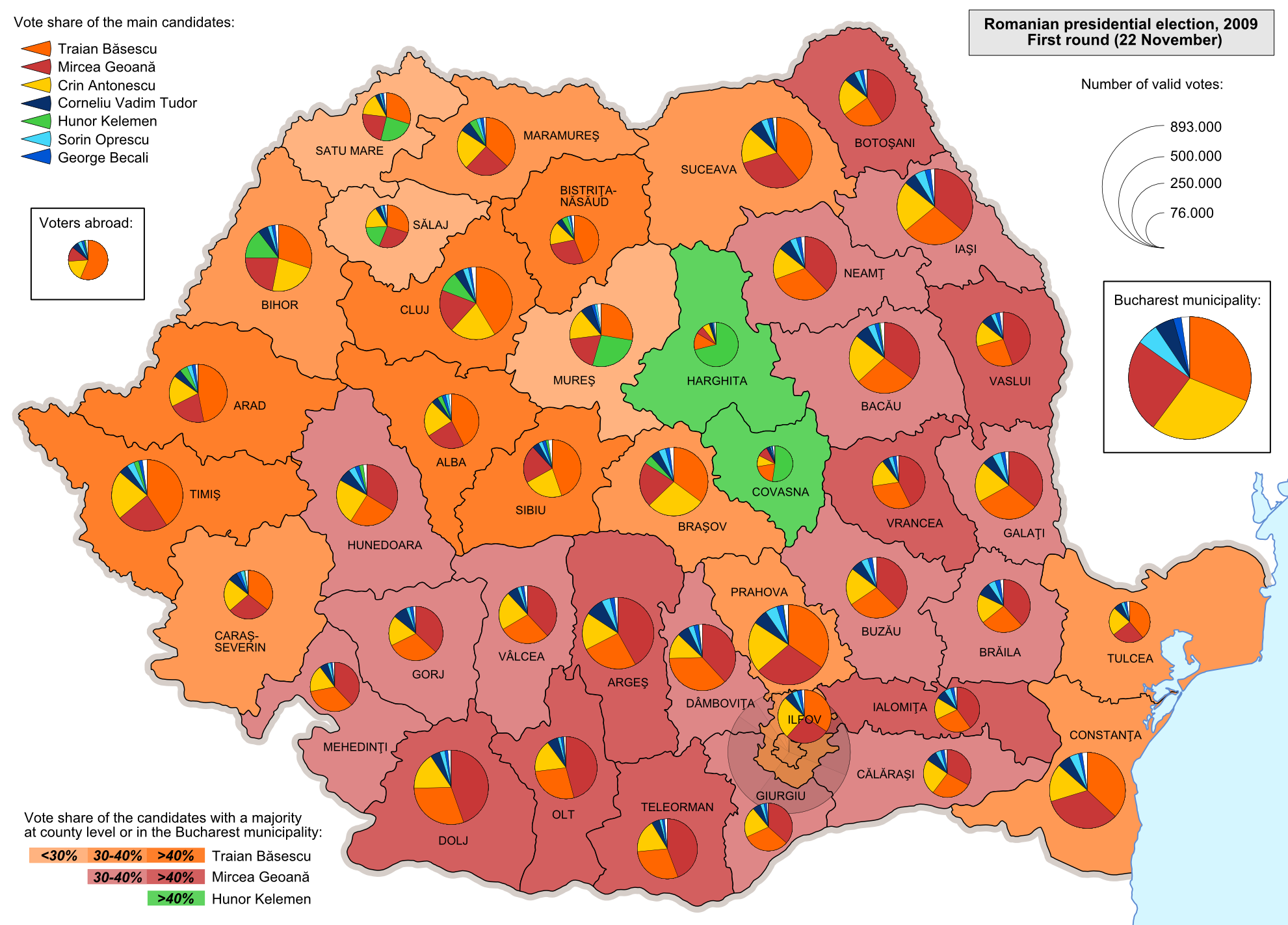
Rezultat I tury wyborów według okręgów.

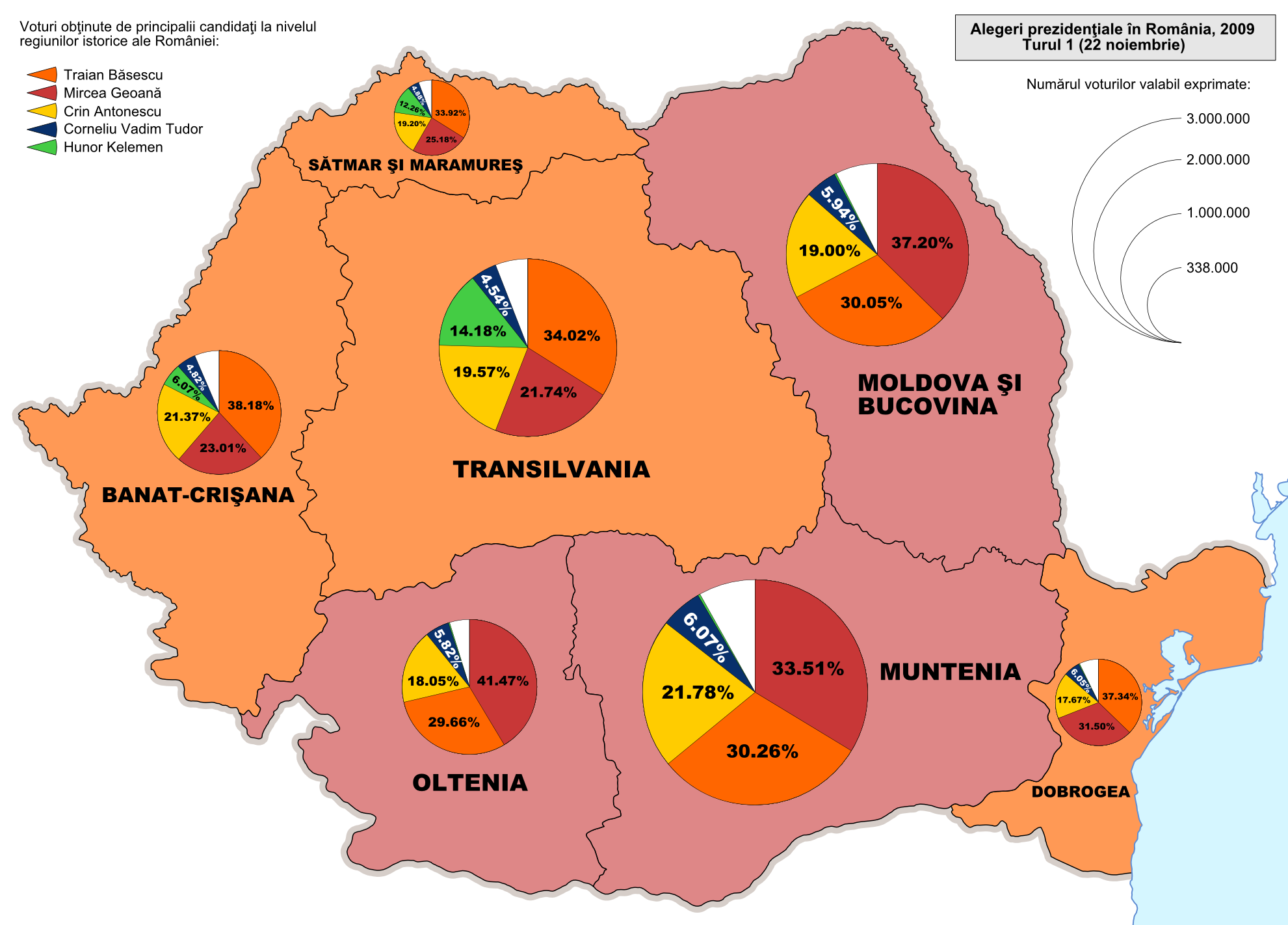
Rezultat I tury wyborów według regionów.

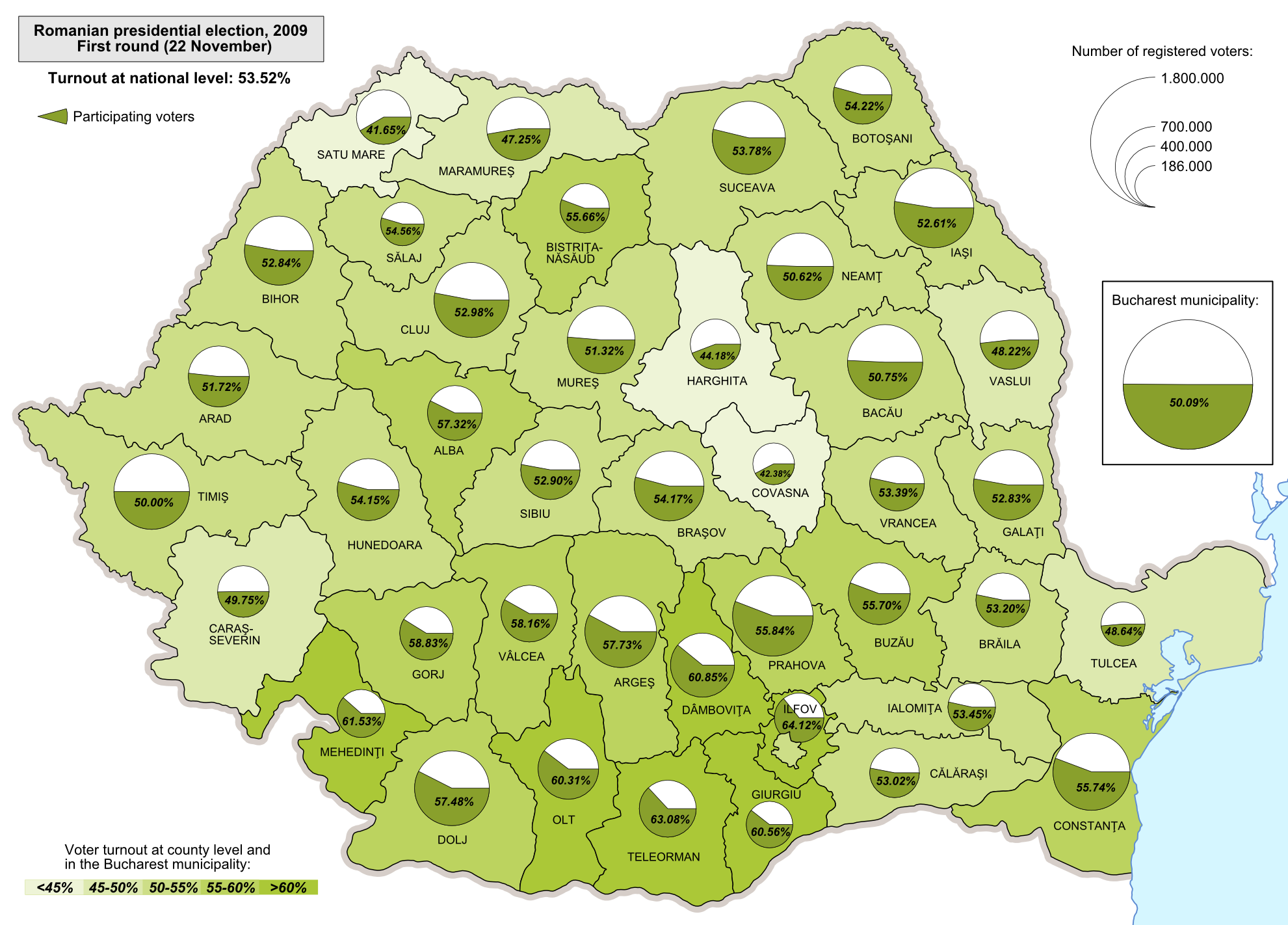
Frekwencja wyborcza w I turze wyborów w poszczególnych okręgach.

Według sondaży exit poll, opublikowanych tuż po zakończeniu głosowania, zwycięstwo w I turze wyborów w dniu 22 listopada 2009 miał odnieść prezydent Traian Băsescu, który miał zdobyć od 34% do 33% głosów poparcia. Drugie miejsce miał zająć Mircea Geoană z wynikiem ok. 32–31% głosów, a trzecie miejsce Crin Antonescu (ok. 22% głosów).
Według oficjalnych wyników, w I turze wyborów prezydenckich zwyciężył prezydent Băsescu, który zdobył 32,44% głosów. Drugie miejsce zajął Mircea Geoană, uzyskując 31,15% głosów. Crin Antonescu, z wynikiem 20,02% głosów, zajął trzecie miejsce. Frekwencja wyborcza wyniosła 54,37%. Băsescu i Geoană przeszli do II tury wyborów, zorganizowanej 6 grudnia 2009.
| Kandydat – Partia polityczna | Kandydat – Partia polityczna    | Liczba głosów      | %      |
| ---------------------------- | ------------------------------- | ------------------ | ------ |
|                              | Traian Băsescu (PDL)            | 3 153 640          | 32,44% |
|                              | Mircea Geoană (PSD)             | 3 027 838          | 31,15% |
|                              | Crin Antonescu (PNL)            | 1 945 831          | 20,02% |
|                              | Corneliu Vadim Tudor (PRM)      | 540 380            | 5,56%  |
|                              | Hunor Kelemen (UDMR)            | 372 764            | 3,83%  |
|                              | Sorin Oprescu (niezależny)      | 309 764            | 3,18%  |
|                              | George Becali (PNG-CD)          | 186 390            | 1,91%  |
|                              | Remus Cernea (PV)               | 60 539             | 0,62%  |
|                              | Constantin Rotaru (PAS)         | 43 664             | 0,44%  |
|                              | Gheorghe Manole (niezależny)    | 34 684             | 0,35%  |
|                              | Ovidiu Iane (PER)               | 22 515             | 0,23%  |
|                              | Constantin Potîrcă (niezależny) | 21 306             | 0,21%  |
| Głosy nieważne               | Głosy nieważne                  | 227 446            | –      |
| Razem                        | Razem                           | 9 946 748 (54,37%) | 100%   |
| Źródło:                      |                                 |                    |        |

## Sytuacja przed II turą wyborów
Dzień po wyborach, Crin Antonescu wykluczył możliwość jakiejkolwiek współpracy z PDL i poparcie w II turze wyborów Traiana Băsescu. Zadeklarował jednocześnie poparcie swojego obozu dla kandydatury Klausa Johannisa na stanowisko premiera. W tym samym dniu Partia Socjaldemokratyczna ogłosiła wolę współpracy z PNL po wyborach prezydenckich i stworzenie wspólnie z tą partią większości parlamentarnej dla ewentualnego rządu Johannisa, którego kandydaturę również popierała. Partia Demokratyczno-Liberalna uznała decyzję Antonescu za błąd, lecz pozostała otwarta na ewentualne negocjacje. 22 listopada prezydent Băsescu powiedział, że nie będzie szukał na siłę poparcia swojej kandydatury wśród innych partii politycznych. Geoană ogłosił, że PSD i PNL osiągnęły wstępne porozumienie. 25 listopada 2009 PNL i PSD zawarły oficjalne porozumienie, które przewidywało udzielenie przez Antonescu poparcia Mircei Geoanie w II turze wyborów oraz w powołanie Johannisa na stanowisko premiera po wyborach prezydenckich.
Czwarty w I turze, Corneliu Vadim Tudor skrytykował organizację wyborów, nazywając je „bezwstydnym oszustwem” oraz potępił „mafią sondażową”. Wezwał swój elektorat do niebrania udziału w II turze i bojkotu „tej zuchwałej maskarady”. Kandydat mniejszości węgierskiej, Hunor Kelemen, pogratulował Geoanie oraz Băsescu. UDMR udzieliła jednak poparcia temu pierwszemu i zadeklarowała wsparcie kandydatury Johannisa na stanowisko szefa rządu. Kandydat niezależny, Sorin Oprescu, nie udzielił poparcia żadnemu z dwóch kandydatów. Wezwał wyborców do głosowania zgodnie z własnym sumieniem. George Becali zadelarował poparcie dla Geoany, jak stwierdził, tylko dlatego, by nie dopuścić do ponownego wyboru Băsescu.
26 listopada 2009 w Rumunii wybuchł skandal polityczny, po tym jak opublikowane zostało nagranie z kampanii prezydenckiej z 2004, na którym w czasie spotkania z wyborcami w Ploeszti, Băsescu miał uderzyć w twarz 10-letniego chłopca. Przeciwnicy prezydenta twierdzili, że na nagraniu uderzył on dziecko pięścią w twarz. Prezydent zaprzeczył temu. PDL stwierdziła natomiast, że nagranie nie jest autentyczne i zostało zmanipulowane. Chłopak z nagrania został zidentyfikowany i odnaleziony. Powiedział, że w czasie spotkania z Băsescu wykrzyknął w jego kierunku hasło, że nie nadaje się on na stanowisko prezydenta i w konsekwencji został przez niego pchnięty. Jak powiedział, nie poczuł się tym skrzywdzony, a całe zdarzenie go rozbawiło.

## Wyniki II tury wyborów

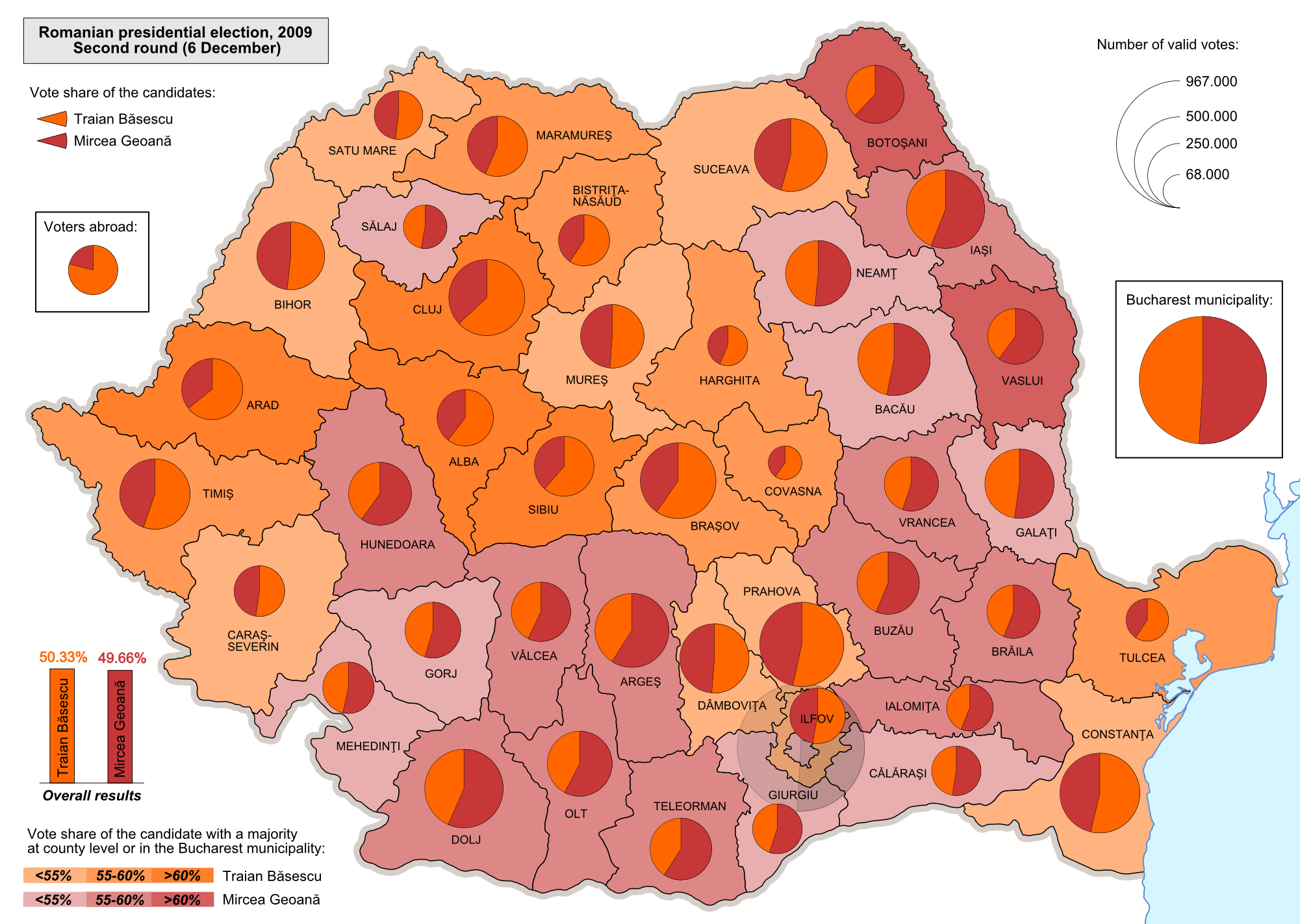
Rezultat II tury wyborów według okręgów.

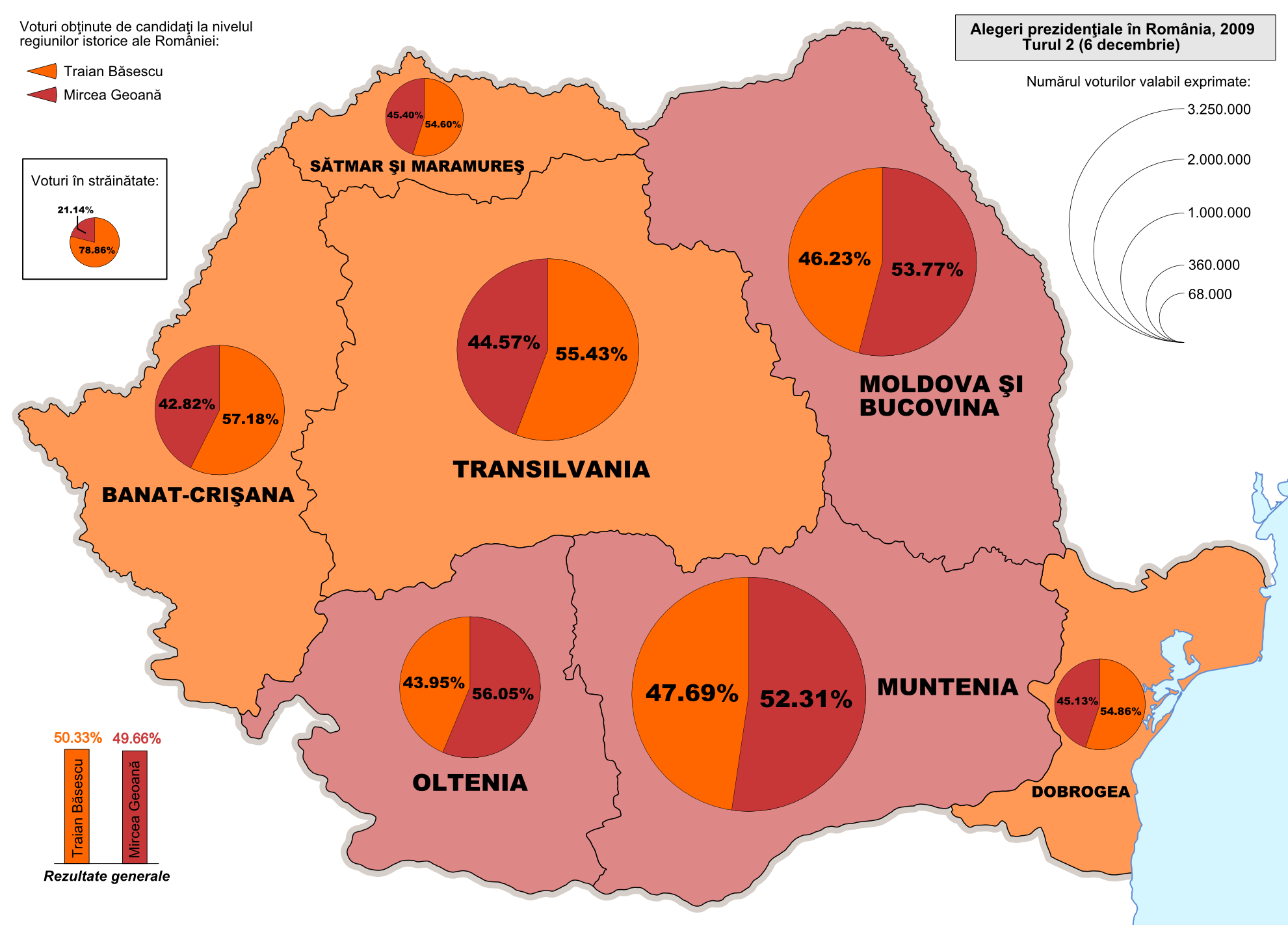
Rezultat II tury wyborów według regionów.

II tura wyborów prezydenckich odbyła się 6 grudnia 2009. Lokale wyborcze czynne były w godzinach 9:00-21:00. Sondaże exit poll, opublikowane tuż po zakończeniu głosowania, wskazywały na zwycięstwo kandydata socjaldemokratów, Mircei Geoany. Dawały mu 50,8% i 51,6% głosów poparcia, a jemu rywalowi, Traianowi Băsescu odpowiednio 49,2% i 48,4%. Tym samym potwierdzały ostatnie sondaże przedwyborcze, w których Geoană uzyskiwał poparcie na poziome 54%.
Po ogłoszeniu wyników exit poll obaj kandydaci ogłosiło zwycięstwo w wyborach. Geoană stwierdził, że „jest to zwycięstwo wszystkich Rumunów, którzy pragnęli lepszego życia” i zarazem „piękna noc dla rumuńskiej demokracji”. Băsescu również ogłosił swoją wygraną, oświadczając, że wyniki sondaży są złudne. Zapewnił, że właściwe wyniki wyborów pokażą, że był przed Geoaną.
Według pełnych wyników, opublikowanych przez komisję wyborczą 7 grudnia 2009, wybory różnicą 70 tys. głosów wygrał prezydent Traian Băsescu, który zdobył 50,33% głosów. Mircea Geoană uzyskał 49,66% głosów. Frekwencja wyborcza wyniosła 58,02% i była wyższa niż w I turze wyborów (54,37%). Do zwycięstwa Băsescu w znacznej mierze przyczyniły się głosy rumuńskiej emigracji, która w większości poparła urzędującego prezydenta (ponad 75% ze 148 tys. głosujących zagranicą). Na urzędującego prezydenta zagłosowało także ok. 80% spośród 145 tys. Mołdawian uczestniczących w wyborach i posiadających rumuńskie paszporty. Przed II turą wyborów Băsescu poparł zalecenia MFW, który wstrzymał wypłatę kolejnej transzy pomocy finansowej do czasu powołania nowego gabinetu i przygotowania zbilansowanego projektu budżetu. Băsescu poparł plan zamrożenia płac w sferze budżetowej, obniżenia części świadczeń społecznych oraz likwidację 150 tys. miejsc pracy w sektorze publicznym. Nowemu prezydentowi przypadł obowiązek wyznaczenia nowego szefa rządu. 7 grudnia 2009, Klaus Johannis, kandydat PSD, PNL i UDMR na stanowisko premiera, zrezygnował z ubiegania się o ten urząd.

### Oskarżenia o fałszerstwa i powtórne liczenie głosów nieważnych
Po ogłoszeniu wyników wyborów Partia Socjaldemokratyczna zakwestionowała wyniki wyborów, stwierdzając, że posiada dowody fałszerstw wyborczych. Wskazywała na dużą liczbę anulowanych głosów, korzystne dla Geoany sondaże przedwyborcze i exit poll oraz masową turystykę wyborczą. Wybory monitorowane były przez ograniczoną liczbę obserwatorów OBWE. Zostali oni rozlokowani w 1,4 tys. spośród 21 tys. punktów wyborczych. Obserwatorzy twierdzili, że na podstawie zebranych przez nich informacji, wybory spełniły standardy demokratyczne, lecz wezwały władze do wyjaśnienia wszelkich zgłoszonych nieprawidłowości wyborczych.
8 grudnia 2009 Partia Socjaldemokratyczna wystąpiła do Sądu Konstytucyjnego z wnioskiem o anulowanie wyników II tury wyborów i powtórzenie głosowania z powodu fałszerstw wyborczych. PSD ogłosiła, że jest jej znanych 13 tys. przypadków wielokrotnego głosowania oraz przypadki kupowania głosów. 11 grudnia Sąd Konstytucyjny nakazał komisji wyborczej sprawdzenie i ponowne przeliczenie 138 tys. głosów nieważnych. Powtórne liczenie nieważnych głosów nie zmieniło jednak wyników wyborów. 13 grudnia ogłoszono, że 2137 spośród przeliczonych głosów uznano za ważne, z tego 1169 oddanych zostało na Băsescu, a 968 na rzecz Geoany.
14 grudnia 2009 Sąd Konstytucyjny ostatecznie ogłosił Traiana Băsescu zwycięzcą wyborów. Geoană tego samego dnia zaakceptował swoją porażkę, podtrzymując przy tym oskarżenia o dokonywanie fałszerstw wyborczych. Pogratulował Băsescu, dodając, że „podejrzenia o fałszerstwa w tych wyborach będą podążać za Rumunią i rumuńską demokracją”. 16 grudnia 2009, decyzją Sądu Konstytucyjnego, Băsescu oficjalnie rozpoczął pełnienie swojego drugiego mandatu prezydenckiego.
| Kandydat – Partia polityczna | Kandydat – Partia polityczna | Liczba głosów       | %      |
| ---------------------------- | ---------------------------- | ------------------- | ------ |
|                              | Traian Băsescu (PDL)         | 5 275 808           | 50,33% |
|                              | Mircea Geoană (PSD)          | 5 205 760           | 49,66% |
| Głosy nieważne               | Głosy nieważne               | 138 476             | 1,3%   |
| Razem                        | Razem                        | 10 620 116 (58,02%) | 100%   |
| Źródło:                      |                              |                     |        |